# Nottingham Express Transit
A Nottingham Express Transit (NET) egy tram-train és villamosjárat Nottinghamben, az Egyesült Királyságban. Az első vonalat 2004. március 9-én adták át a fogalomnak. Akkori áron £200 millió fontba került (2014-es áron £260 millió). A megtervezésétől a kivitelezésig 16 év telt el. A Tramlink Nottingham cég üzemelteti, mely a Meridiam Infrastructure, OFI InfraVia, Alstom Transport, Keolis, VINCI Investments and Wellglade Group konzorciumhoz tartozik. 2004 és 2011. december 16. között az Arrow Light Rail társaság üzemeltette.

## Hálózat

### Egyes vonal
Az egyes vonal a város déli részén lévő Nottingham Stationtől halad észak felé Hucknallig, a Lace Market, a Nottingham Trent Egyetem és a Forest állomások érintésével. 23 megállóval rendelkezik, Basford és Wilkinson Street megállók között egy kocsiszínnel. Broadmarshnál a tervezett buszállomás miatt lesz a jövőben egy depó. A vonal hossza 14 km, ebből 4 km az úttesten halad. A városközponttól északra mintegy 1 km-en át a jobb és bal oldali közlekedés külön utcákon halad. A Wilkinson Street-től 8 km-re északra a vonal a Robin Hood Line vasútvonal mellett halad. A Highbury Vale-nél egy leágazás található a Phoenix Park megálló fel, miközben a fővonal tovább halad Hucknall felé. Több állomás is rendelkezik P + R parkolóval.
A vonalat a Carillion brit cég építette. Kétség nélkül ez az egyetlen "új" sikeres villamosvonal a egész Egyesült Királyságban, mert míg a többi vonal kihasználtsága elmaradt a várakozásoktól, addig a nottinghami járat a legoptimistább előrejelzéseket is felülmúlta, 9,7 millió utast szállítva 2005-ben. Ez a siker a vonal további bővítésének ágyazott meg. 2006-ban szintúgy ez a járat volt az egyetlen a Brit-szigeteken, amely csakis alacsony-padlós kocsikkal szállított utasokat.
2005. április 4-étől csúcsidőben ötpercenként járnak a villamosok, hétvégente nappal hatpercenként, a hucknall és Phones Park között hétfő és szombat este között 10 percenként, vasárnap este 15 percenként. A vonal a Station Streetnél összeköttetésben áll az East Midlands, CrossCountry és Northern Rail vasúti vonalakkal, Bulwellnél és Hucknallnél a Robin Hood Line vasúti vonallal.
A főbb közlekedési csomópontok: hucknall (buszok Mansfield felé), Moor Bridge (buszok Arnold felé), Bulwell Forest (buszok a város kórház felé), Bulwell, Cinderhill (buszok Eastwood felé), Wilkinson Street (Medilink buszok a városi kórház felé), Royal Center, Old Market Square, Lace Market, Phoenix Park (buszok Nuthall, Kimberlez, az IKEA és Ilkeston felé).
A jegyeket jelenleg a járművön lehet megvenni a kalauzoktól. 2012 januárjában bejelentették, hogy ezeket a kalauzokat lecserélik állomásokon lévő eladókkal, automatákkal ls elektronikus jegyrendszerrel. Egy egész napos villamosjegy £3,50 fontba kerül. Egy Kangaroo (amely magába foglalja az összes buszt, villamost és vonatot a Kangaroo zónán belül) napijegy £4 fontba kerül. Hucknall-ben egy Trent Barton Connect napijegy felnőtteknek £3,90, gyerekeknek £2,20 font a buszon. Egy sima felnőtt vonaljegy £2,20 font. Egy Hucknall Hopper jegy egész napos utazásra jogosít fel a villamoson és a hucknall-i helyi buszokon (228 és 8AOT).
Kedvezményes árú jegyeket csak a Nottingham City és Nottinghamshre County kártya használói vehetnek. A város kártya tulajdonosai hétfő és péntek 7:30 és 9:30 kivételével ingyen utazhatnak, a megyei kártya birtokosai hétfő és péntek között 9:30 előtt és 16-18 óra közötti időszakot kivéve.

### Jövőbeni vonalak

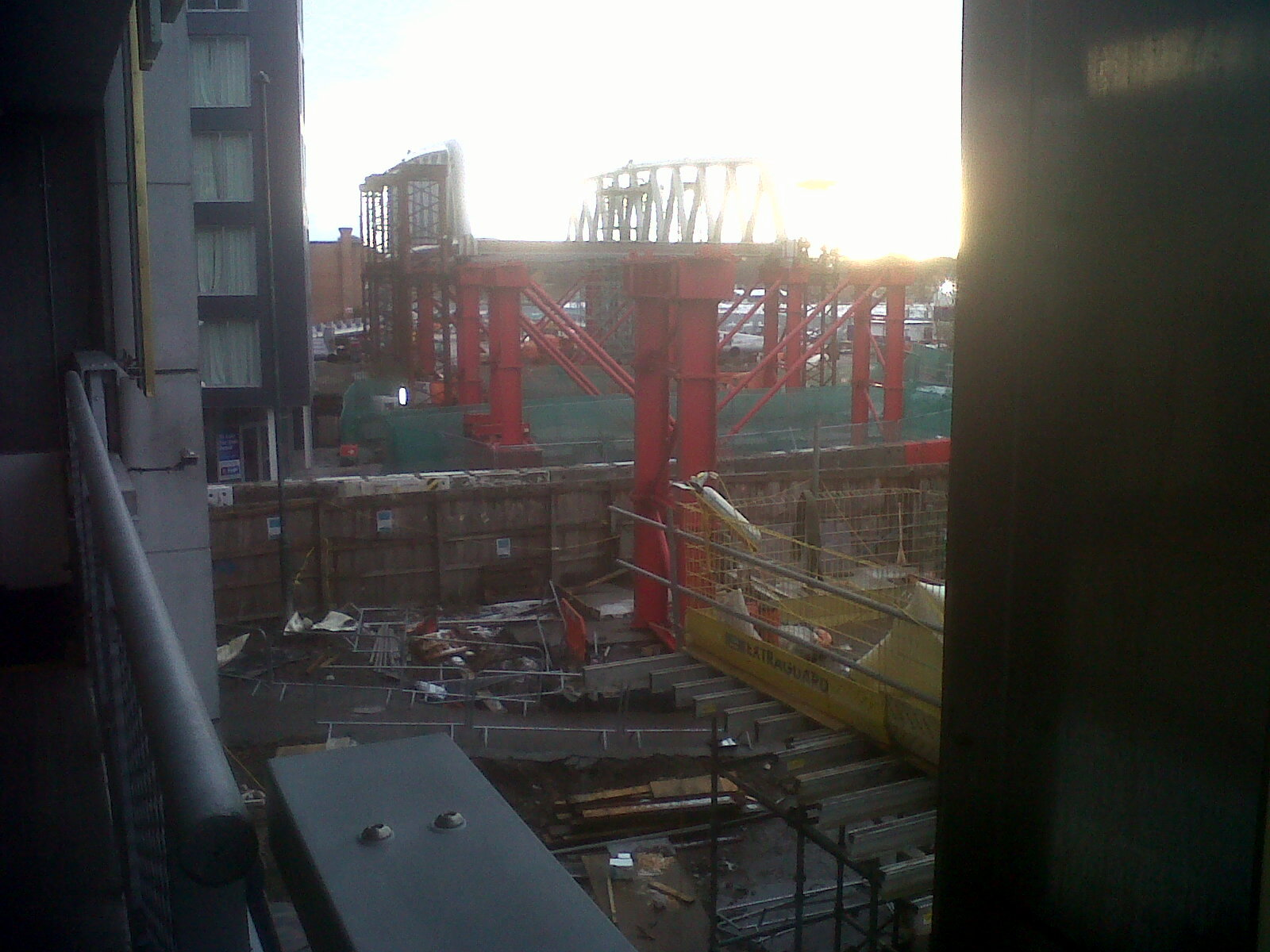
A Station Steet állomásnál épülő híd - 2013. január 16

A Station Street-től két vonal fog épülni. A Station-nél egy külön híd is épül.

### Második szakasz
A második szakasz még építés alatt áll, ez a jelenlegi első vonal meghosszabbítása lesz. A második szakasz Totan és Clifton felé fog kiérni. A vonal az első vonal útvonalát fogja követni a városon át a Nottingham vasútállomásig, ahonnan a Totan Lan-en halad tovább. A Phoenix Parkből induló járat is a városon átívelő egyes járat útvonalán halad majd, a pályaudvarig, ahonnan Clifton felé halad majd tovább.

### Kettes vonal
A cliftoni leágazás sűrűn lakott külvárosi részen fog áthaladni a város déli részén, magábafoglalva Meadows, Wilford, Ruddington Lane és Clifton városrészeket. A Trent folyó felett a Witford Toll Bridge-nél halad át, melyet kiszélesítenek, hogy gyalogosok és kerékpárosok is használhassák. Wilfordnél a Great Central Railway egy részét használják majd.
A vonal 7,6 km hosszú lesz majd, melynek 63%-a el lesz különítve. Az utazási idő az Old Market Square-től 23,5 perc lesz. a jelenlegi kialakítás 13 megállót tartalmaz, mintegy 3,9 millió utassal számolnak évente. A jelenlegi egyes vonal két északi és egy déli végállomással rendelkezik, ha elkészül a második szakasz is, a déli rész két elágazással lesz gazdagabb. A teljes vonal Phoenix Park és Clifton között 28 megállót tartalmaz majd.

### Egyes vonal
A Chilwell és Beeston vonal a város délnyugati része felé fog közlekedni, kiszolgálva Meadows északi részét, az ng2-es fejlesztési területet, a Queen's kórházat, a Nottinghami Egyetemet, Beestaon központját és Chilwellt, az A52-es útig húzódva, 1 mérföldre az M1-es autópálya 25-ös lehajtójáig. A táv 9,8 km hosszú, melynek 59%-a elkülönített. Az utazási idő az Old Market Square-től mintgey fél óra lesz. Az egyes vonal teljes szakasza a Hucknalli depótól Toton Lane-ig tart, a városközponton át. A jelenlegi egyes vonal 15 megállót tartalmaz, körülbelül 5,1 millió utas használja évente. Az új egyes vonal 37 megállót tartalmaz majd, ebből 15 az új Toton Lane-i elágazáson lenne. Az utazás Hucknalltól Totn Lane-ig 62 percig tartana.

## Járműflotta

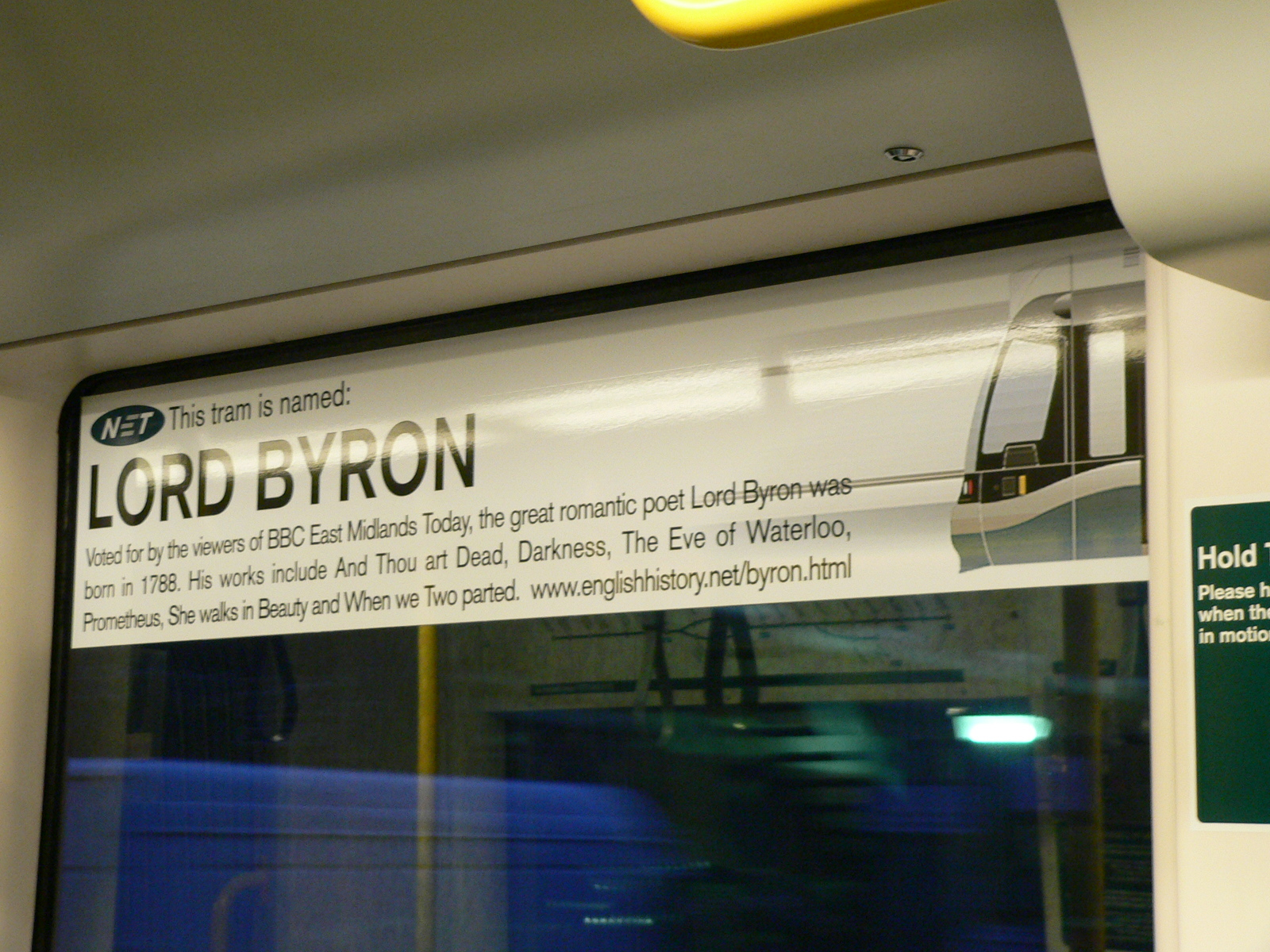
A Lord Byron nevét viselő villamoskocsi

A villamoshálózat 15 darad Incentro AT6/5 villamossal rendelkezik, hasonló azokhoz, melyek Nantes-ban járnak az utakon. A Bombardier Transportation építette őket Derby-ben. A másik jelölt a Flexity Outlook Eurotram volt, de a hatalmas egészajtós rendszer miatt végül elvetették, mivel az nem felelt meg a szigorú brit előírásoknak.
A villamosok 750 voltos egyenárammal működnek, maximális sebességük 80 km/óra. A kocsik 100%-ban alacsony-padlósak, 5 szelvényre osztva, 33 m hosszúak és 2,4 m szélesek. Már a kezdetektől kezdve híres helyi emberek után nevezték el őket:
| Villamos száma | Név                        |
| -------------- | -------------------------- |
| 201            | Torvill and Dean           |
| 202            | D. H. Lawrence             |
| 203            | William "Bendigo" Thompson |
| 204            | Erica Beardsmore           |
| 205            | Lord Byron                 |
| 206            | Angela Alcock              |
| 207            | Erica Beardsmore           |
| 208            | Dinah Minton               |
| 209            | Sydney Standard            |
| 210            | Sir Jesse Boot             |
| 211            | Erica Beardsmore           |
| 212            | Robin Hood                 |
| 213            | Mary Potter                |
| 214            | Dennis McCarthy            |
| 215            | Brian Clough               |

| Osztály        | Kép | Maximális sebesség | Maximális sebesség | Darab | Épült     |
| Osztály        | Kép | mph                | km/óra             | Darab | Épült     |
| -------------- | --- | ------------------ | ------------------ | ----- | --------- |
| Incentro AT6/5 |     | 50                 | 80                 | 15    | 2002–2003 |

### Jövőbeli járműpark

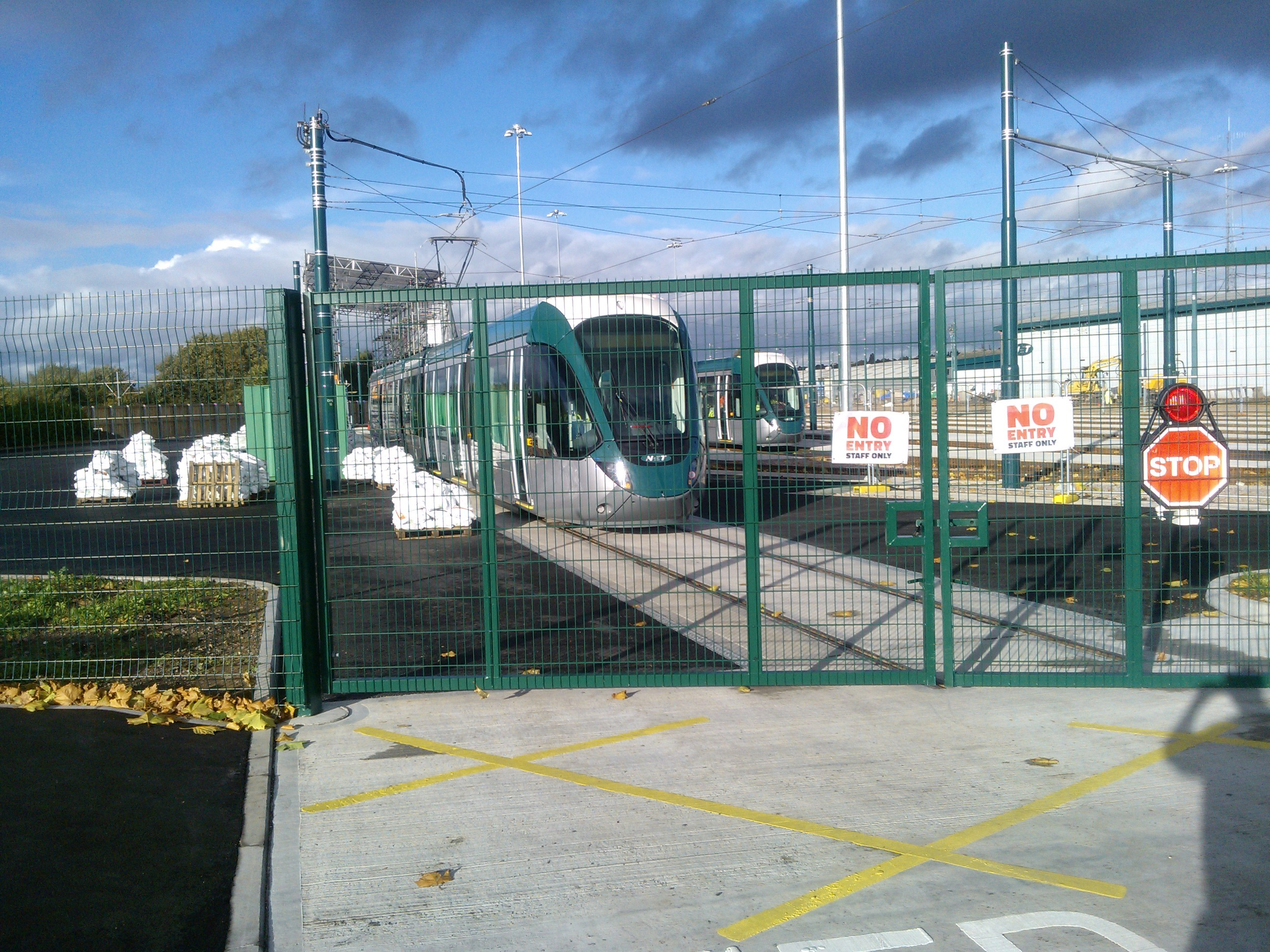
egy új NET Citadis villamos a Wilkinson Street-i kocsiszínben

A második szakasz meghosszabbításával egyidőben 22 új Alstom Citadis 302 villamosszerelvényre adtak ki megrendelést. Az első Citadis villamos 2013. szeptember 10-én érkezett meg a Wilkinson Street-i kocsiszínbe. 2014 nyara és 2014 decembere között tesztüzemben lesz Nottingham utcáin. Ha majd a kibővített szakasz elkészül, ott is lesznek próbajáratok.

## Balesetek
- 2007. október 6-án egy 23 éves hucknalli fiatalembert ütött el a villamos, mikor a Weekday Gross megállónál elélépett. Az ő halála volt az első baleset, mióta a járatokat újraindították.
- 2008 szeptemberében egy 17 éves fiú sérült meg a lábán. A Lace Market megálló közelében lépett egy lassuló villamos elé. A vizsgálat a villamosvezető ártatlanságát mondta ki. A fiú törést, rándulást és égési sérülést szerzett.
- 2011. november 11-én egy 44 éves barnsleyi férfi hunyt el egy balesetben a Wilkinson Street-i kocsiszín közelében.
- 2012. november 28-án egy 13 éves lányt ütött el a villamos a Bayles és Wylies kereszteződésnél. Bár kórházba szállították, később belehalt sérüléseibe.

## Fordítás
- Ez a szócikk részben vagy egészben  a   Nttingham Express Transit című angol Wikipédia-szócikk ezen változatának fordításán alapul.  Az eredeti cikk szerkesztőit annak laptörténete sorolja fel. Ez a jelzés csupán a megfogalmazás eredetét és a szerzői jogokat jelzi, nem szolgál a cikkben szereplő információk forrásmegjelöléseként.